# Hunold I. von Plettenberg
Hunold I. von Plettenberg (* um 1200; † nach 1267) war von 1256 bis 1260 und 1267 Marschall von Westfalen.

## Leben
Er war möglicherweise Sohn des Heidenreich (bzw. Heidenricus) I. (erwähnt 1189) aus dem westfälischen Rittergeschlecht derer von Plettenberg.
1253 half er dem erzbischöflichen Marschall von Westfalen Arnold von Hochstaden, die Städte Winterberg und Hallenberg anzulegen. Als Belohnung erhielt er dafür den Holzzehnten von Winterberg.
Seit 1256 war er selbst als Marschall von Westfalen Stellvertreter des Erzbischofs von Köln in dessen westfälischem Machtbereich. Er trat 1256 zwischen dem Erzbistum Köln und dem Bistum Paderborn als Friedensvermittler auf. Er sorgte 1258 dafür, dass der Vogt von Geseke auf einige angemaßte Rechte des Frauenstifts Geseke verzichtete.
Im Jahr 1259 war er Zeuge, als Graf Konrad von Everstein die Hälfte der Burg Ohsen, die er vom Bistum Köln zu Lehen hatte, an Erzbischof Konrad von Hochstaden übertrug.
Er war 1260 maßgeblich am Zustandekommen eines Bündnisses zwischen dem Erzbischof, Abt Themmo von Corvey und Herzog Albrecht von Braunschweig beteiligt. Darin versicherten sich die Vertragspartner ihrer gegenseitigen Unterstützung und versprachen, in den jeweiligen Grenzgebieten keine Burgen anzulegen. Hunold war auch Mitglied eines Schiedsgerichts, das eventuelle Streitigkeiten zwischen den Partnern schlichten sollte.
Sein Sohn Heidenreich II. (erwähnt zwischen 1258 und 1286) war ebenfalls Marschall des Herzogtums Westfalen. Ein weiterer Sohn war Hunold (erwähnt zwischen 1266 und 1300), Berater des Erzbischofs.